# Parasarcophaga tupada
Parasarcophaga tupada är en tvåvingeart som beskrevs av Andy Z. Lehrer 2008. Parasarcophaga tupada ingår i släktet Parasarcophaga och familjen köttflugor.
Artens utbredningsområde är Filippinerna. Inga underarter finns listade i Catalogue of Life.